# Liste der Mitglieder im 10. Inatsisartut
Das 10. Inatsisartut wurde nach der Parlamentswahl in Grönland 2009 gebildet und war bis 2013 im Amt.

## Aufbau
- IA: 14
- S: 9
- D: 4
- A: 3
- KP: 1

- IA: 13
- S: 11
- D: 4
- A: 2
- KP: 1

| Partei | Partei                    | Abgeordnete zu Beginn der Legislaturperiode | Abgeordnete zum Ende der Legislaturperiode | Abgänge            | Zugänge                         |
| ------ | ------------------------- | ------------------------------------------- | ------------------------------------------ | ------------------ | ------------------------------- |
|        | Inuit Ataqatigiit         | 14                                          | 13                                         | Akitsinnguaq Olsen | keine                           |
|        | Siumut                    | 9                                           | 11                                         | keine              | Akitsinnguaq Olsen Finn Karlsen |
|        | Demokraatit               | 4                                           | 4                                          | Niels Thomsen      | Anda Uldum                      |
|        | Atassut                   | 3                                           | 2                                          | Finn Karlsen       | keine                           |
|        | Kattusseqatigiit Partiiat | 1                                           | 1                                          | keine              | keine                           |
| Gesamt | Gesamt                    | 31                                          | 31                                         |                    |                                 |

## Parlamentspräsidium
|                     | 12. Juni 2009 – 25. September 2009                                                          | 25. September 2009 – 12. Oktober 2009                                                 | 12. Oktober 2009 – 17. September 2010                                               | 17. September 2010 – 16. September 2011                                              | 16. September 2011 – 5. April 2013                                                   |
| ------------------- | ------------------------------------------------------------------------------------------- | ------------------------------------------------------------------------------------- | ----------------------------------------------------------------------------------- | ------------------------------------------------------------------------------------ | ------------------------------------------------------------------------------------ |
| Vorsitzender        | Josef Motzfeldt (Inuit Ataqatigiit) Suppleant: Akitsinnguaq Olsen (Inuit Ataqatigiit)       | Josef Motzfeldt (Inuit Ataqatigiit) Suppleant: Akitsinnguaq Olsen (Inuit Ataqatigiit) | Josef Motzfeldt (Inuit Ataqatigiit) Suppleant: Anders Olsen (Inuit Ataqatigiit)     | Josef Motzfeldt (Inuit Ataqatigiit) Suppleant: Aqqaluaq B. Egede (Inuit Ataqatigiit) | Josef Motzfeldt (Inuit Ataqatigiit) Suppleant: Aqqaluaq B. Egede (Inuit Ataqatigiit) |
| 1. Vizevorsitzender | Olga P. Berthelsen (Inuit Ataqatigiit) Suppleant: Naaja H. Nathanielsen (Inuit Ataqatigiit) | Olga P. Berthelsen (Inuit Ataqatigiit) Suppleant: Debora Kleist (Inuit Ataqatigiit)   | Per Berthelsen (Siumut) Suppleant: Ruth Heilmann (Siumut)                           | Per Berthelsen (Siumut) Suppleant: Doris Jakobsen (Siumut)                           | Per Berthelsen (Siumut) Suppleant: Malik Berthelsen (Siumut)                         |
| 2. Vizevorsitzender | Ruth Heilmann (Siumut) Suppleant: Malik Berthelsen (Siumut)                                 | Justus Hansen (Demokraatit) Suppleant: Astrid Fleischer Rex (Demokraatit)             | Olga P. Berthelsen (Inuit Ataqatigiit) Suppleant: Debora Kleist (Inuit Ataqatigiit) | Olga P. Berthelsen (Inuit Ataqatigiit) Suppleant: Debora Kleist (Inuit Ataqatigiit)  | Olga P. Berthelsen (Inuit Ataqatigiit) Suppleant: Debora Kleist (Inuit Ataqatigiit)  |
| 3. Vizevorsitzender | Debora Kleist (Inuit Ataqatigiit) Suppleant: Juliane Henningsen (Inuit Ataqatigiit)         | Per Berthelsen (Siumut) Suppleant: Ruth Heilmann (Siumut)                             | Finn Karlsen (Atassut) Suppleant: Siverth K. Heilmann (Atassut)                     | Finn Karlsen (Siumut) Suppleant: Hans Enoksen (Siumut)                               | Finn Karlsen (Siumut) Suppleant: Karl Lyberth (Siumut)                               |
| 4. Vizevorsitzender | Justus Hansen (Demokraatit) Suppleant: Astrid Fleischer Rex (Demokraatit)                   | Finn Karlsen (Atassut) Suppleant: Siverth K. Heilmann (Atassut)                       | Justus Hansen (Demokraatit) Suppleant: Astrid Fleischer Rex (Demokraatit)           | Justus Hansen (Demokraatit) Suppleant: Astrid Fleischer Rex (Demokraatit)            | Justus Hansen (Demokraatit) Suppleant: Astrid Fleischer Rex (Demokraatit)            |

## Abgeordnete
Es wurden folgende Personen gewählt. Personen, die zum Ende der Legislaturperiode nicht mehr im Amt waren, sind grau markiert:
| Mitglied              | Geburtsjahr | Partei | Partei                    | Anmerkung                           |
| --------------------- | ----------- | ------ | ------------------------- | ----------------------------------- |
| Maliina Abelsen       | 1976        |        | Inuit Ataqatigiit         | Ministerin im Kabinett Kleist       |
| Hans Aronsen          | 1967        |        | Inuit Ataqatigiit         |                                     |
| Olga P. Berthelsen    | 1962        |        | Inuit Ataqatigiit         |                                     |
| Harald Bianco         | 1954        |        | Inuit Ataqatigiit         |                                     |
| Aqqaluaq B. Egede     | 1981        |        | Inuit Ataqatigiit         |                                     |
| Agathe Fontain        | 1951        |        | Inuit Ataqatigiit         | Ministerin im Kabinett Kleist       |
| Ane Hansen            | 1961        |        | Inuit Ataqatigiit         | Ministerin im Kabinett Kleist       |
| Juliane Henningsen    | 1984        |        | Inuit Ataqatigiit         |                                     |
| Mimi Karlsen          | 1957        |        | Inuit Ataqatigiit         | Ministerin im Kabinett Kleist       |
| Kuupik Kleist         | 1958        |        | Inuit Ataqatigiit         |                                     |
| Storm Ludvigsen       | 1962        |        | Inuit Ataqatigiit         |                                     |
| Josef Motzfeldt       | 1941        |        | Inuit Ataqatigiit         | Parlamentspräsident                 |
| Naaja H. Nathanielsen | 1975        |        | Inuit Ataqatigiit         |                                     |
| Akitsinnguaq Olsen    | 1970        |        | Inuit Ataqatigiit/Siumut  | Parteiwechsel am 9. Oktober 2009    |
| Malik Berthelsen      | 1978        |        | Siumut                    |                                     |
| Per Berthelsen        | 1950        |        | Siumut                    |                                     |
| Hans Enoksen          | 1956        |        | Siumut                    |                                     |
| Aleqa Hammond         | 1965        |        | Siumut                    |                                     |
| Ruth Heilmann         | 1945        |        | Siumut                    |                                     |
| Doris Jakobsen        | 1978        |        | Siumut                    |                                     |
| Kristian Jeremiassen  | 1981        |        | Siumut                    |                                     |
| Kim Kielsen           | 1966        |        | Siumut                    |                                     |
| Karl Lyberth          | 1959        |        | Siumut                    |                                     |
| Palle Christiansen    | 1973        |        | Demokraatit               | Minister im Kabinett Kleist         |
| Jens B. Frederiksen   | 1967        |        | Demokraatit               | Minister im Kabinett Kleist         |
| Astrid Fleischer Rex  | 1954        |        | Demokraatit               |                                     |
| Niels Thomsen         | 1981        |        | Demokraatit               | ausgetreten am 15. Dezember 2011    |
| Siverth K. Heilmann   | 1953        |        | Atassut                   |                                     |
| Finn Karlsen          | 1952        |        | Atassut/Siumut            | Parteiwechsel am 23. September 2010 |
| Knud Kristiansen      | 1971        |        | Atassut                   |                                     |
| Anthon Frederiksen    | 1953        |        | Kattusseqatigiit Partiiat | Minister im Kabinett Kleist         |

Folgende Mitglieder der Inuit Ataqatigiit kamen als Nachrücker ins Parlament:
| Name                | Geburtsjahr | 12. Jun. 2009 – 25. Sep. 2009 (4) | 25. Sep. 2009 – 10. Okt. 2009 (5) | 10. Okt. 2009 – 3. Nov. 2009 (5) | 3. Nov. 2009 – 11. Nov. 2009 (6) | 11. Nov. 2009 – 1. Dez. 2009 (5) | 1. Dez. 2009 – 9. Apr. 2010 (4) | 9. Apr. 2010 – 1. Jun. 2010 (6) | 1. Jun. 2010 – 17. Sep. 2010 (5) | 17. Sep. 2010 – 1. Okt. 2010 (6) | 1. Okt. 2010 – 8. Okt. 2010 (6) | 8. Okt. 2010 – 8. Nov. 2010 (5) | 8. Nov. 2010 – 31. Dez. 2010 (6) | 1. Jan. 2011 – 13. Apr. 2012 (4) | 13. Apr. 2012 – 21. Sep. 2012 (5) | 21. Sep. 2012 – ? (4) | ? – 5. Apr. 2013 (4) |
| ------------------- | ----------- | --------------------------------- | --------------------------------- | -------------------------------- | -------------------------------- | -------------------------------- | ------------------------------- | ------------------------------- | -------------------------------- | -------------------------------- | ------------------------------- | ------------------------------- | -------------------------------- | -------------------------------- | --------------------------------- | --------------------- | -------------------- |
| Debora Kleist       | 1959        | für Minister                      | für Minister                      | für Minister                     | für Minister                     | für Minister                     | für Minister                    | für Minister                    | für Minister                     | für Minister                     | für Minister                    | für Minister                    | für Minister                     | für Minister                     | für Minister                      | für Minister          | für Minister         |
| Anders Olsen        | 1971        | für Minister                      | für Minister                      | für Minister                     | für Minister                     | für Minister                     | für Minister                    | —                               | für Minister                     | —                                | für Minister                    | für Minister                    | für Minister                     | für Minister                     | für Minister                      | für Minister          | für Minister         |
| Jane Petersen       | 1986/87     | für Minister                      | —                                 | für Minister                     | für Minister                     | für Minister                     | für Minister                    | für Minister                    | für Minister                     | für Minister                     | für Minister                    | für Minister                    | für Minister                     | für Minister                     | —                                 | —                     | für Minister         |
| Isak Hammond        | 1967/68     | für Minister                      | für Minister                      | für Minister                     | für Minister                     | für Minister                     | für Minister                    | für Minister                    | für Minister                     | für Minister                     | für Minister                    | für Minister                    | für Minister                     | für Minister                     | für Minister                      | für Minister          | für Minister         |
| Kaali Olsen         | 1963/64     | —                                 | für Minister                      | für Storm Ludvigsen              | für Storm Ludvigsen              | für Storm Ludvigsen              | —                               | für Minister                    | für Juliane Henningsen           | für Minister                     | für Storm Ludvigsen             | für Storm Ludvigsen             | für Storm Ludvigsen              | —                                | für Minister                      | für Minister          | —                    |
| Peter Lyberth       | 1951/52     | —                                 | für Storm Ludvigsen               | —                                | für Akitsinnguaq Olsen           | —                                | —                               | für Juliane Henningsen          | —                                | für Storm Ludvigsen              | für Olga P. Berthelsen          | —                               | für Harald Bianco                | —                                | für Juliane Henningsen            | —                     | —                    |
| Ove Karl Berthelsen | 1954        | —                                 | —                                 | —                                | —                                | —                                | —                               | — (Minister)                    | —                                | — (Minister)                     | —                               | —                               | —                                | —                                | —                                 | —                     | —                    |
| Emilie Kunnak       | 1973/74     | —                                 | —                                 | —                                | —                                | —                                | —                               | für Storm Ludvigsen             | —                                | —                                | —                               | —                               | —                                | —                                | —                                 | —                     | —                    |
| Ivalo Thorin        | 1985/86     | —                                 | —                                 | —                                | —                                | —                                | —                               | —                               | —                                | für Olga P. Berthelsen           | —                               | —                               | —                                | —                                | —                                 | —                     | —                    |

Anders Olsen wechselte am 1. Oktober 2010 zur Siumut.
Folgende Mitglieder der Siumut kamen als Nachrücker ins Parlament:
| Name                         | Geburtsjahr | 12. Jun. 2009 – 25. Sep. 2009 (0) | 25. Sep. 2009 – 7. Okt. 2009 (1)                              | 7. Okt. 2009 – 12. Nov. 2009 (2)                              | 12. Nov. 2009 – 27. Nov. 2009 (1)                             | 27. Nov. 2009 – 9. Apr. 2010 (0) | 9. Apr. 2010 – ? (1) | ? – 16. Sep. 2011 (0) | 16. Sep. 2011 – 27. Sep. 2011 (1) | 27. Sep. 2011 – ? (2) | ? – 30. Apr. 2012 (0) | 30. Apr. 2012 – 29. Mai 2012 (1) | 29. Mai 2012 – 5. Apr. 2013 (0) |
| ---------------------------- | ----------- | --------------------------------- | ------------------------------------------------------------- | ------------------------------------------------------------- | ------------------------------------------------------------- | -------------------------------- | -------------------- | --------------------- | --------------------------------- | --------------------- | --------------------- | -------------------------------- | ------------------------------- |
| Jens Immanuelsen             | 1960        | —                                 | für Kim Kielsen/Per Berthelsen/Aleqa Hammond/Malik Berthelsen | für Kim Kielsen/Per Berthelsen/Aleqa Hammond/Malik Berthelsen | für Kim Kielsen/Per Berthelsen/Aleqa Hammond/Malik Berthelsen | —                                | für Doris Jakobsen   | —                     | für Per Berthelsen                | für Per Berthelsen    | —                     | für Karl Lyberth                 | —                               |
| Nikolaj Jeremiassen          | 1961        | —                                 | —                                                             | —                                                             | —                                                             | —                                | —                    | —                     | —                                 | —                     | —                     | —                                | —                               |
| Jens Kristian Therkelsen     | 1966        | —                                 | —                                                             | —                                                             | —                                                             | —                                | —                    | —                     | —                                 | —                     | —                     | —                                | —                               |
| Andersine Hansen Kristiansen | 1978/79     | —                                 | —                                                             | —                                                             | —                                                             | —                                | —                    | —                     | —                                 | für Doris Jakobsen    | —                     | —                                | —                               |
| Bitten Høegh-Dam             | 1965        | —                                 | —                                                             | für Doris Jakobsen                                            | —                                                             | —                                | —                    | —                     | —                                 | —                     | —                     | —                                | —                               |

Folgende Mitglieder der Demokraatit kamen als Nachrücker ins Parlament:
| Name                     | Geburtsjahr | 12. Jun. 2009 – 9. Apr. 2010 (2) | 9. Apr. 2010 – 8. Aug. 2010 (3) | 8. Aug. 2010 – 15. Dez. 2011 (2) | 15. Dez. 2011 – 16. Apr. 2012 (3) | 16. Apr. 2012 – 31. Mai 2012 (4) | 31. Mai 2012 – 5. Apr. 2013 (3) |
| ------------------------ | ----------- | -------------------------------- | ------------------------------- | -------------------------------- | --------------------------------- | -------------------------------- | ------------------------------- |
| Anda Uldum               | 1979        | für Minister                     | für Minister                    | für Minister                     | für Niels Thomsen                 | für Niels Thomsen                | für Niels Thomsen               |
| Justus Hansen            | 1968        | für Minister                     | für Minister                    | für Minister                     | für Minister                      | für Minister                     | für Minister                    |
| Peter Borg               | 1980/81     | —                                | —                               | —                                | —                                 | —                                | —                               |
| Jørgen-Ole Nyboe Nielsen | 1948        | —                                | —                               | —                                | für Minister                      | für Minister                     | für Minister                    |
| Michael Rosing           | 1968        | —                                | für Astrid Fleischer Rex        | —                                | —                                 | für Astrid Fleischer Rex         | —                               |

Folgende Mitglieder der Atassut kamen als Nachrücker ins Parlament:
| Name              | Geburtsjahr | 12. Jun. 2009 – 25. Sep. 2009 (0) | 25. Sep. 2009 – 27. Nov. 2009 (1) | 27. Nov. 2009 – 5. Apr. 2013 (0) |
| ----------------- | ----------- | --------------------------------- | --------------------------------- | -------------------------------- |
| Gerhardt Petersen | 1955        | —                                 | —                                 | —                                |
| Naja Petersen     | 1968        | —                                 | für Knud Kristiansen              | —                                |

Folgende Mitglieder der Kattusseqatigiit Partiiat kamen als Nachrücker ins Parlament:
| Name                | Geburtsjahr | 12. Jun. 2009 – 9. Okt. 2009 (1) | 9. Okt. 2009 – 27. Nov. 2009 (1) | 27. Nov. 2009 – 17. Sep. 2010 (1) | 17. Sep. 2010 – 8. Nov. 2010 (1) | 8. Nov. 2010 – 5. Apr. 2013 (1) |
| ------------------- | ----------- | -------------------------------- | -------------------------------- | --------------------------------- | -------------------------------- | ------------------------------- |
| Mogens Kleist       | 1960/61     | —                                | —                                | —                                 | —                                | —                               |
| Jakob Skade         | 1944/45     | für Minister                     | —                                | für Minister                      | —                                | — (verstorben)                  |
| Knud Fleischer      | 1955/56     | —                                | —                                | —                                 | —                                | für Minister                    |
| Loritha Henriksen   | 1941        | —                                | für Minister                     | —                                 | —                                | —                               |
| Martha Broberg      | ?           | —                                | —                                | —                                 | —                                | —                               |
| Jens-Jørgen Broberg | 1973/74     | —                                | —                                | —                                 | für Minister                     | —                               |

Knud Fleischer verließ die Partei am 31. Januar 2013.